# Beertje Paddington (1997-2000)
Beertje Paddington (volledige titel: De avonturen van Beertje Paddington, Engels: The Adventures of Paddington Bear) is een Brits-Frans-Canadese animatieserie. Het was gebaseerd op het boek en personage Beertje Paddington van Michael Bond en geschreven door Bruce Robb. De serie werd geproduceerd door Cinar en Protecrea en er werden 117 afleveringen uitgezonden. De Nederlandse titelsong werd ingezongen door Paul Passchier

## Verhaal
Paddington is geboren in Peru en groeide op bij zijn tante Lucy. Zij leerde hem ook Engels, omdat ze er zeker van was dat hij ooit naar Groot-Brittannië zou gaan. Zijn oom Pastuzo had een café, hoog in de bergen van Peru. Van oom Pastuzo is na een aardbeving niets meer vernomen. Het enige dat hij achterliet was zijn favoriete rode hoed en zijn koffertje met geheime ruimte.
Toen tante Lucy verhuisde naar het tehuis voor gepensioneerde beren in Lima, zette zij haar neef als verstekeling op de SS Karenia. Hij moest zich op de boot verstoppen om ontdekking te voorkomen, met niemand in de buurt om hem te helpen als het fout ging. Paddington wilde helemaal van Lima naar Londen. Het enige dat hij bij zich had waren vijf potten marmelade. Het was gelukkig wel het lekkerste dat Paddington kende. Toen hij uiteindelijk aankwam in Southampton nam hij de trein naar Londen, waar hij urenlang op station London Paddington zat. Aan zijn jas zat een kaartje met de tekst Please look after this bear. Thank you (Wilt u alstublieft op deze beer passen? Dank u). Uiteindelijk werd hij gevonden door de Browns, die hem meenamen naar huis. Beertje Paddington is genoemd naar het station waar hij gevonden werd

## Afleveringen

### Seizoen 1 (1997-1998)
| Aflevering | Nederlandse titel               | Originele titel                    |
| ---------- | ------------------------------- | ---------------------------------- |
| 1          | Op bezoek in het ziekenhuis     | A Visit to the Hospital            |
| 2          | Paddington op volle toeren      | Paddington Takes to the Road       |
| 3          | De laatste dans                 | The Last Dance                     |
| 4          | Paddington in de metro          | Paddington Goes Underground        |
| 5          | Paddington in de ring           | Paddington in the Ring             |
| 6          | Meneer Curry blaast stoom af    | Mr. Curry lets off Steam           |
| 7          | Een bezoek aan de bank          | A Visit to the Bank                |
| 8          | De visstek                      | A Spot of Fishing                  |
| 9          | Beregoede werkweek              | Bear's Job Week                    |
| 10         | Paddington en het landhuis      | Paddington And The Stately Home    |
| 11         | Mijn oog-opaaltje               | The Opal of My Eye                 |
| 12         | Kapper Paddington               | Too Much off the Top               |
| 13         | Aan het strand                  | Adventure at the Seaside           |
| 14         | De Pyramide                     | Paddington and the Pyramid Selling |
| 15         | The Finishing Touch             | The Finishing Touch                |
| 16         | Detective Paddington            | Paddington Turns Detective         |
| 17         | Eerst zien dan geloven          | Seeing is Believing                |
| 18         | Een bezoek aan het theater      | A Visit to the Theatre             |
| 19         | Paddington aan het stuur        | Paddington at the Wheel            |
| 20         | Het Wilde Westen                | Howdy Paddington                   |
| 21         | Winkelgedoe                     | Paddington goes Shopping           |
| 22         | Het verjaardagscadeau           | Paddington gets a Raise            |
| 23         |                                 | Bonhomme Paddington                |
| 24         |                                 | Everything Comes to Those Who Wait |
| 25         | Paddington slaat raak           | Paddington Hits Out                |
| 26         | Paddington op safari            | Ranger Paddington                  |
| 27         | Paddingtons puzzel              | Paddington's Puzzle                |
| 28         | Paddington ruimt op             | Paddington Cleans Up               |
| 29         |                                 | Riding High                        |
| 30         | Paddington gaat uit eten        | Paddington Dines Out               |
| 31         | Paddington in vorm              | Paddington Keeps Fit               |
| 32         | Paddington gaat naar Washington | Paddington goes to Washington      |
| 33         |                                 | Trouble at the Launderette         |
| 34         | De zaak van de dubieuze dame    | The Case of the Doubtful Dummy     |
| 35         |                                 | The Greatest Paddington on Earth   |
| 36         | Paddington bij het gerechtshof  | Paddington goes to Court           |
| 37         | Schatzoeken                     | The Treasure Hunt                  |
| 38         | Paddington in Hollywood         | Paddington goes to Hollywood       |
| 39         |                                 | Mr. Gruber's Mystery Tour          |

### Seizoen 2 (1998-1999)
| Aflevering | Nederlandse titel                | Originele titel                 |
| ---------- | -------------------------------- | ------------------------------- |
| 1 (40)     | De verdwijntruc                  | A Disappearing Trick            |
| 2 (41)     |                                  | Paddington Saves the Day        |
| 3 (42)     | Paddington gaat naar school      | Paddington goes to School       |
| 4 (43)     |                                  | Old Master Paddington           |
| 5 (44)     | Paddington kent geen pardon      | Paddington and the Pardon       |
| 6 (45)     | Picknicken op de rivier          | A Picnic on the River           |
| 7 (46)     | Een onvergetelijke dag           | A Day to Remember               |
| 8 (47)     | Paddington in Spanje             | Paddington in Spain             |
| 9 (48)     | Een zeer bijzondere ceremonie    | A Most Unusual Ceremony         |
| 10 (49)    | Paddington is uit                | Paddington Steps Out            |
| 11 (50)    | Paddington treft voorbereidingen | Paddington Prepares             |
| 12 (51)    |                                  | Paddington Recommended          |
| 13 (52)    | Een bezoekje aan de tandarts     | Paddinton goes to the Dentist   |
| 14 (53)    |                                  | Paddington's Dinosaurs          |
| 15 (54)    |                                  | Paddington's First Flight       |
| 16 (55)    | Paddington en de grasmaaier      | Paddington Breaks the Peace     |
| 17 (56)    |                                  | Paddington Takes Off            |
| 18 (57)    | Problemen op nummer 32           | Trouble at Number Thirty-Two    |
| 19 (58)    | Paddington en het doorgeefluik   | Paddington in a Hole            |
| 20 (59)    | Paddington op de Galapagos       | Paddington in the Galapagos     |
| 21 (60)    |                                  | Paddington Strikes a Bargain    |
| 22 (61)    | Pantomime tijd                   | Pantomime Time                  |
| 23 (62)    |                                  | Paddington in Alaska            |
| 24 (63)    | Paddington en de naaimachine     | A Stitch in Time                |
| 25 (64)    |                                  | Paddington and the Cold Snap    |
| 26 (65)    | Paddington en de yeti            | Paddington and the Yeti         |
| 27 (66)    |                                  | Paddington Hits the Jackpot     |
| 28 (67)    | Paddington maakt schoon schip    | Paddington Makes a Clean Sweep  |
| 29 (68)    |                                  | Paddington at the Olympics      |
| 30 (69)    |                                  | Paddington and "Do it Yourself" |
| 31 (70)    | In en uit de problemen           | In and out of Trouble           |
| 32 (71)    |                                  | Sir Paddington                  |
| 33 (72)    |                                  | A Spot of Decorating            |
| 34 (73)    |                                  | Paddington in Touch             |
| 35 (74)    |                                  | Paddington and the Dead Sea     |
| 36 (75)    |                                  | Goings on at Number Thirty-Two  |
| 37 (76)    | Kleverige tijden, slechte tijden | Sticky Time                     |
| 38 (77)    |                                  | Private Paddington              |
| 39 (78)    |                                  | Paddington Buys a Share         |

### Seizoen 3 (2000)
| Aflevering | Nederlandse titel        | Originele titel                      |
| ---------- | ------------------------ | ------------------------------------ |
| 1 (79)     |                          | Paddington Takes a Cut               |
| 2 (80)     |                          | Anchors Away                         |
| 3 (81)     |                          | Paddington Passes Through            |
| 4 (82)     |                          | What's Going on at Number 32?        |
| 5 (83)     |                          | Paddington at the Stone Garden       |
| 6 (84)     |                          | Trouble in the Bargain Basement      |
| 7 (85)     |                          | Paddington Clocks In                 |
| 8 (86)     |                          | Paddington goes Swiss                |
| 9 (87)     |                          | A Day by the Sea                     |
| 10 (88)    |                          | A House-Training                     |
| 11 (89)    |                          | Dare Devil Bear                      |
| 12 (90)    |                          | Paddington the Rock Star             |
| 13 (91)    |                          | The Amazing Paddington               |
| 14 (92)    |                          | Pirates                              |
| 15 (93)    |                          | Paddington the Host                  |
| 16 (94)    |                          | The Great Escape                     |
| 17 (95)    |                          | The Paddington Flies                 |
| 18 (96)    |                          | Paddington the Surveyor              |
| 19 (97)    |                          | Mr. Curry's Birthday Bash            |
| 20 (98)    |                          | Paddington and the Loch Ness Monster |
| 21 (99)    |                          | Copy Bear                            |
| 22 (100)   |                          | Paddington gets his Money's Worth    |
| 23 (101)   |                          | Drive Bear Drive                     |
| 24 (102)   |                          | Paddington Delivers the Goods        |
| 25 (103)   |                          | Paddington the Tour Guide            |
| 26 (104)   |                          | April Fools                          |
| 27 (105)   |                          | Superstitious Paddington             |
| 28 (106)   |                          | The Royal Tour                       |
| 29 (107)   |                          | Gold Rush Paddington                 |
| 30 (108)   | Paddington als regisseur | Paddington Calls the Shots           |
| 31 (109)   |                          | The Spy who Loved Marmalade          |
| 32 (110)   |                          | Paddington at Wimbledon              |
| 33 (111)   |                          | Paddington in the Park               |
| 34 (112)   |                          | One Bear's Treasure                  |
| 35 (113)   |                          | A Bear of Style                      |
| 36 (114)   |                          | A Night at the Opera                 |
| 37 (115)   |                          | Paddington the Babysitter            |
| 38 (116)   |                          | Paddington on the Orient Express     |
| 39 (117)   |                          | Paddington and the Frog of Doom      |